# Parque Natural da Terceira

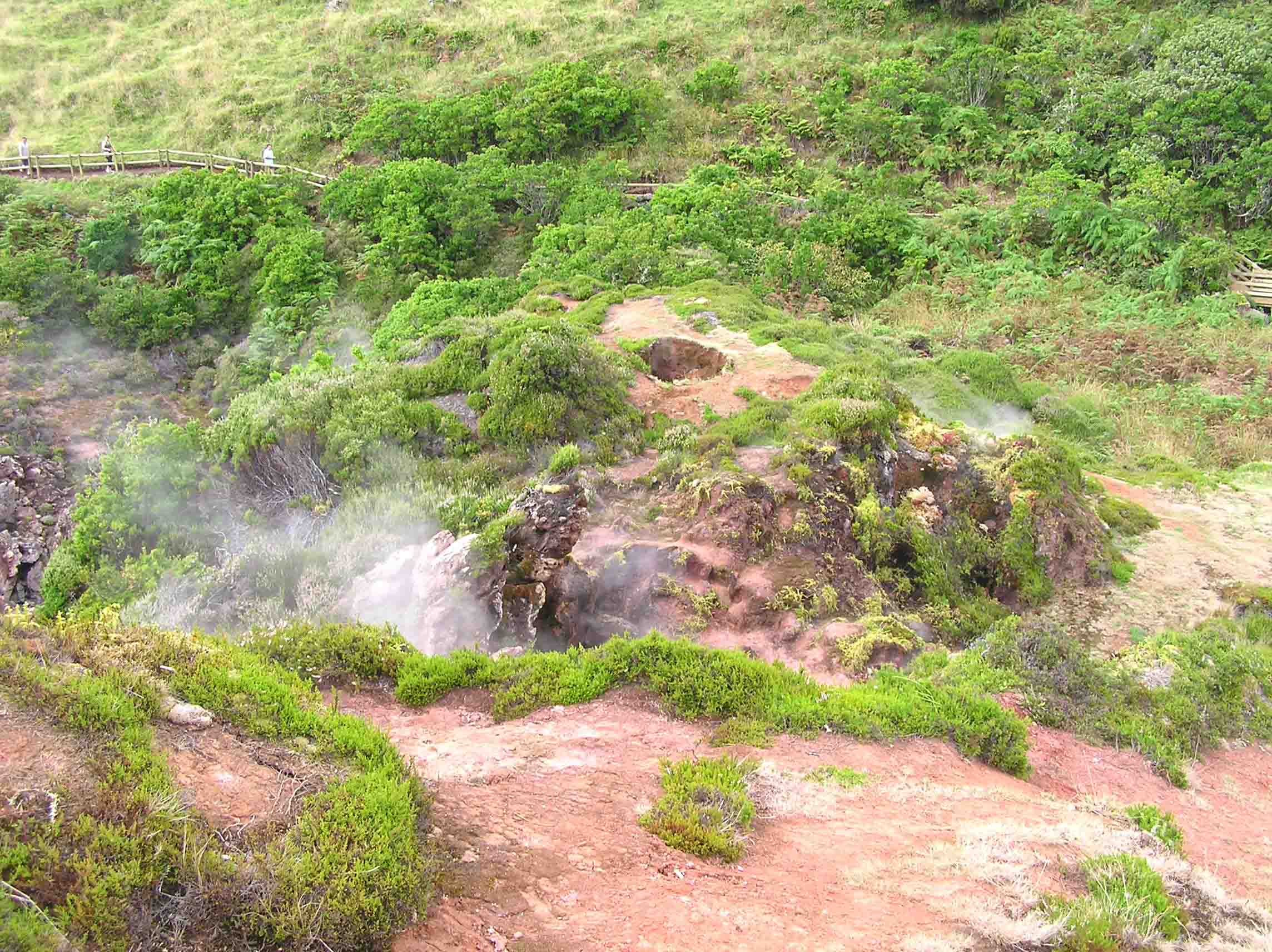
As Furnas do Enxofre, um monumento natural integrado no Parque Natural da Terceira.

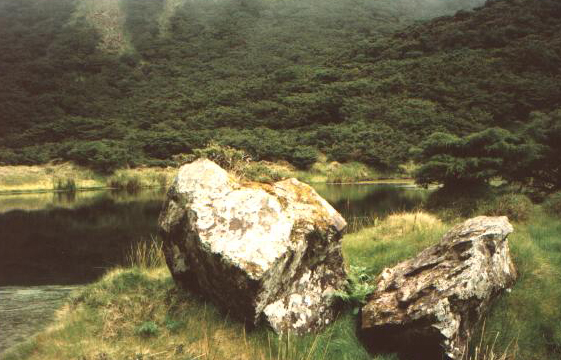
O interior da Caldeira de Santa Bárbara

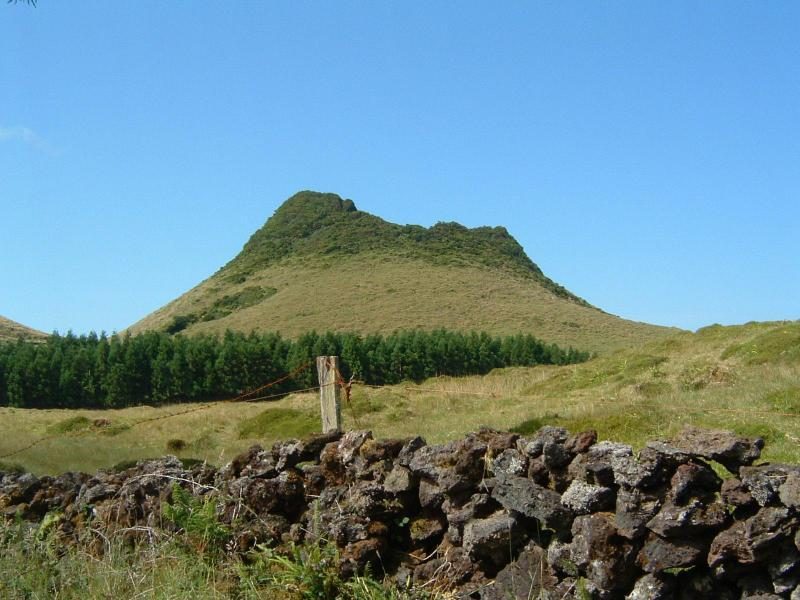
O Pico Gaspar, um cone vulcânico que encerra grande riqueza florística.

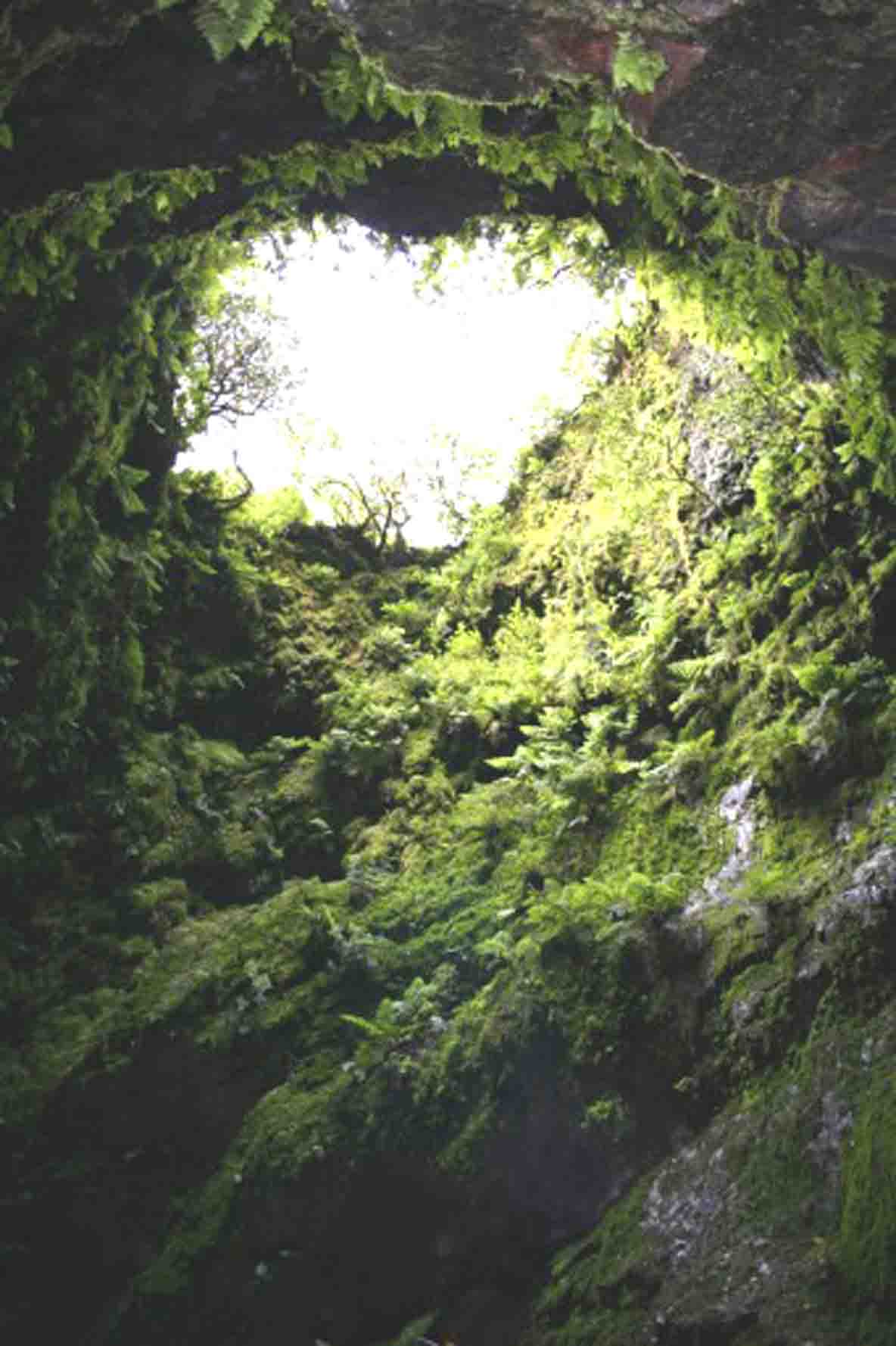
Algar do Carvão: boca do algar.

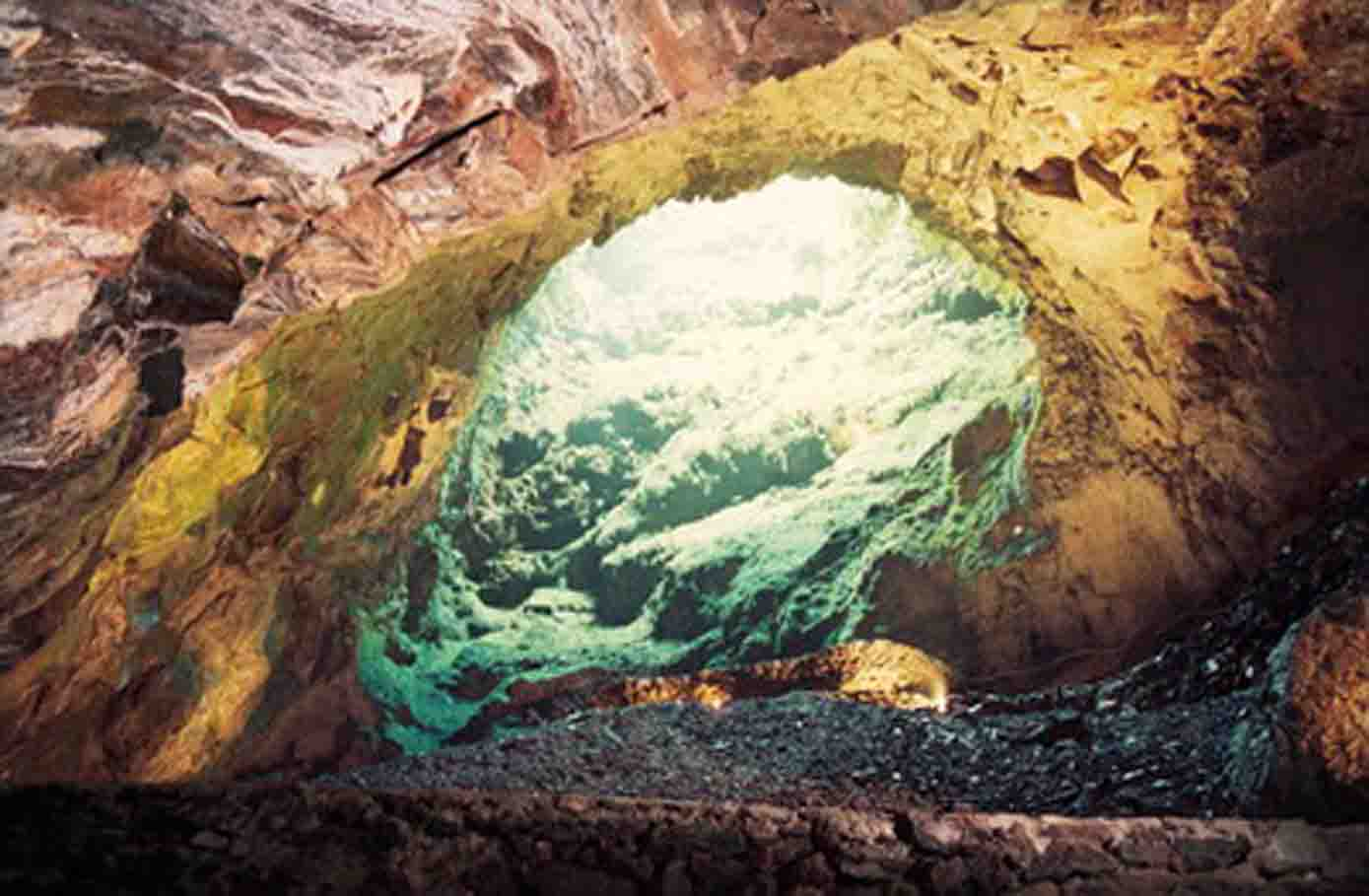
Algar do Carvão: boca do algar

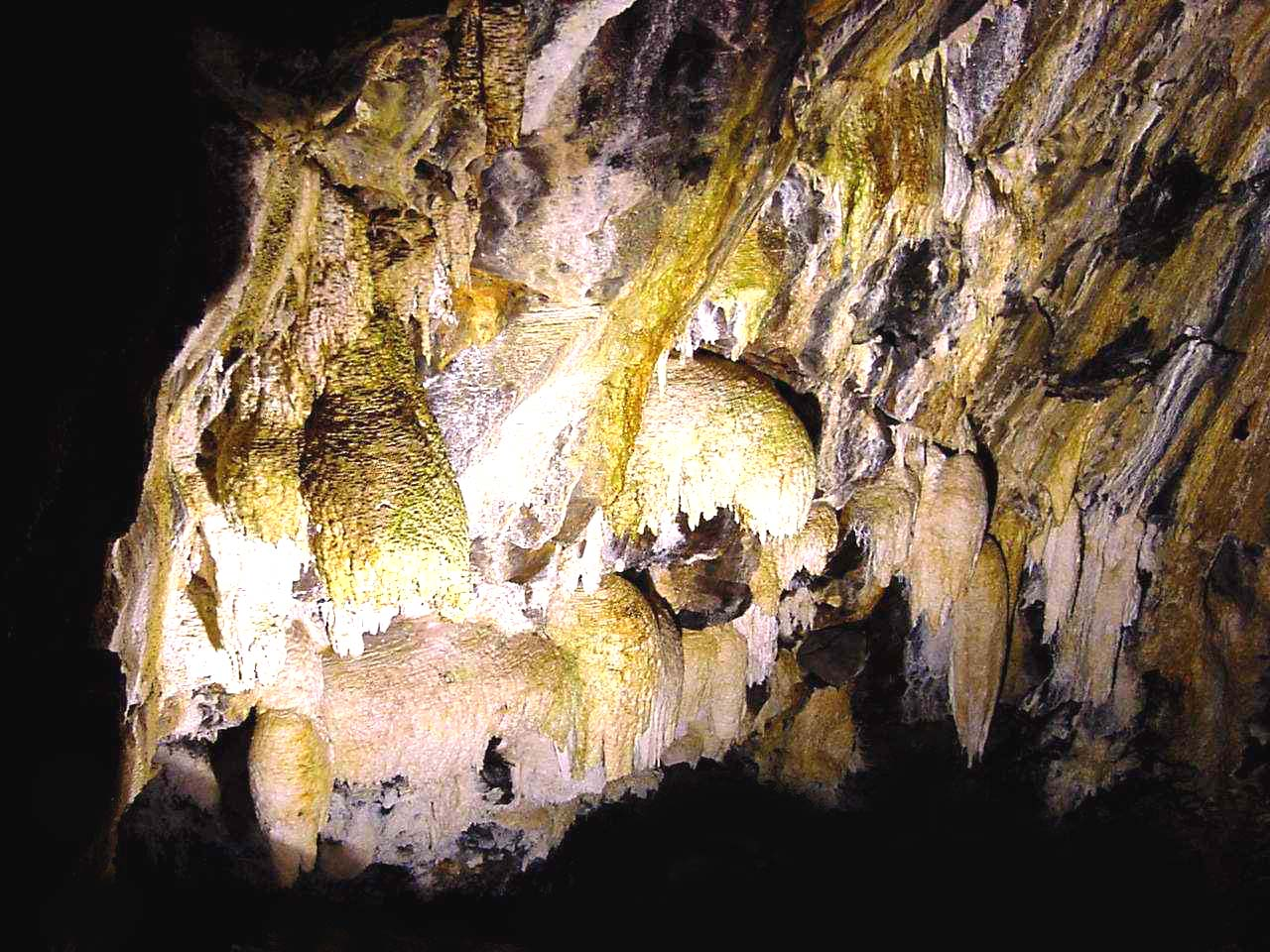
Interior do Algar do Carvão

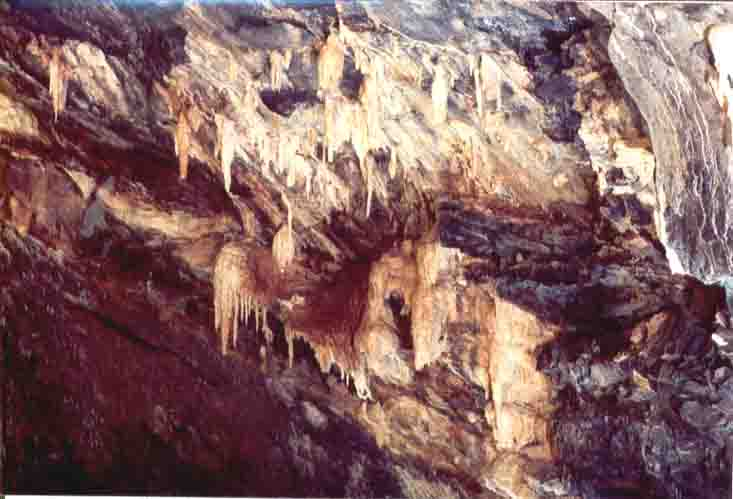
Algar do Carvão: formações do tecto

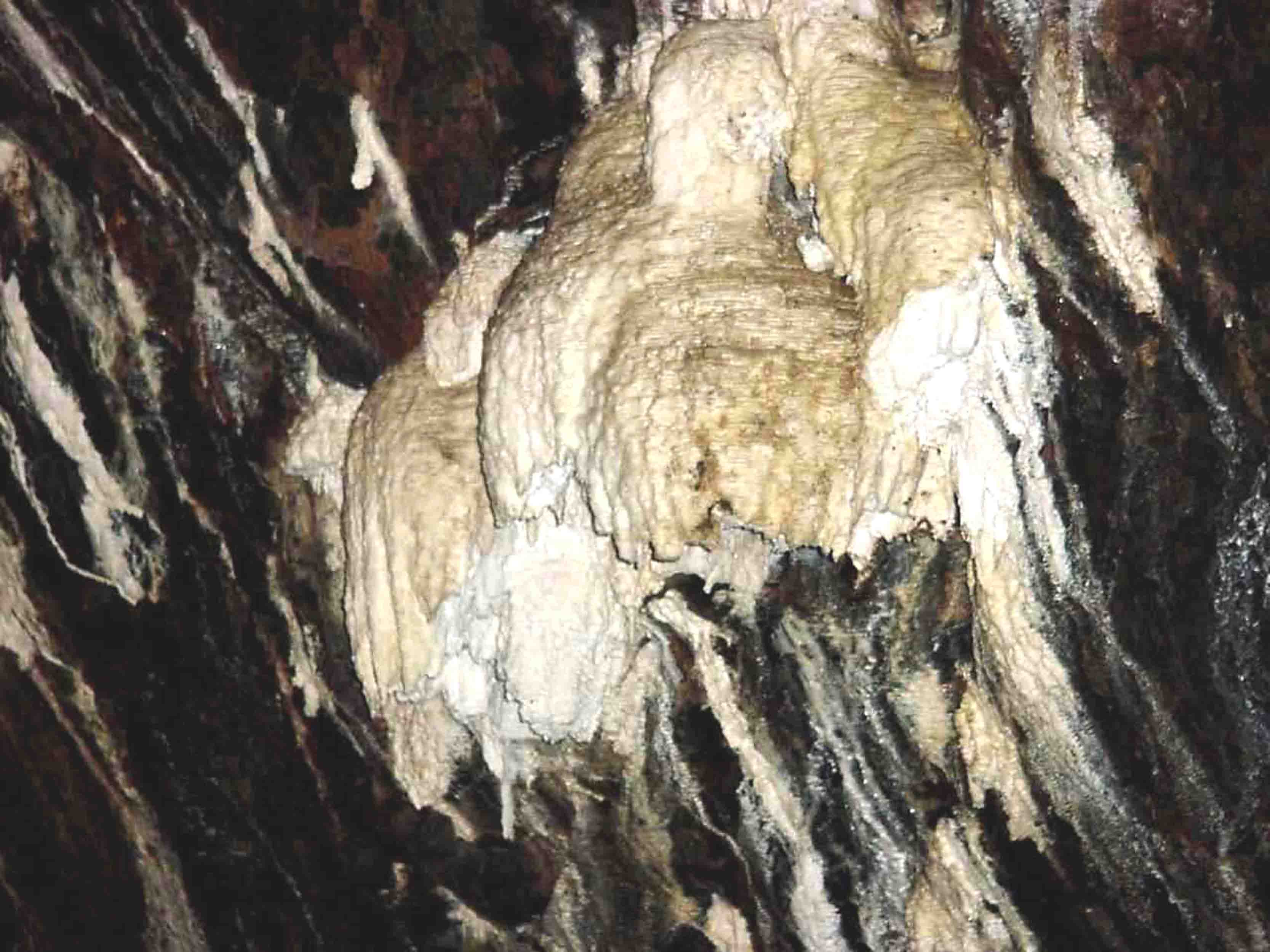
Algar do Carvão: estalactites

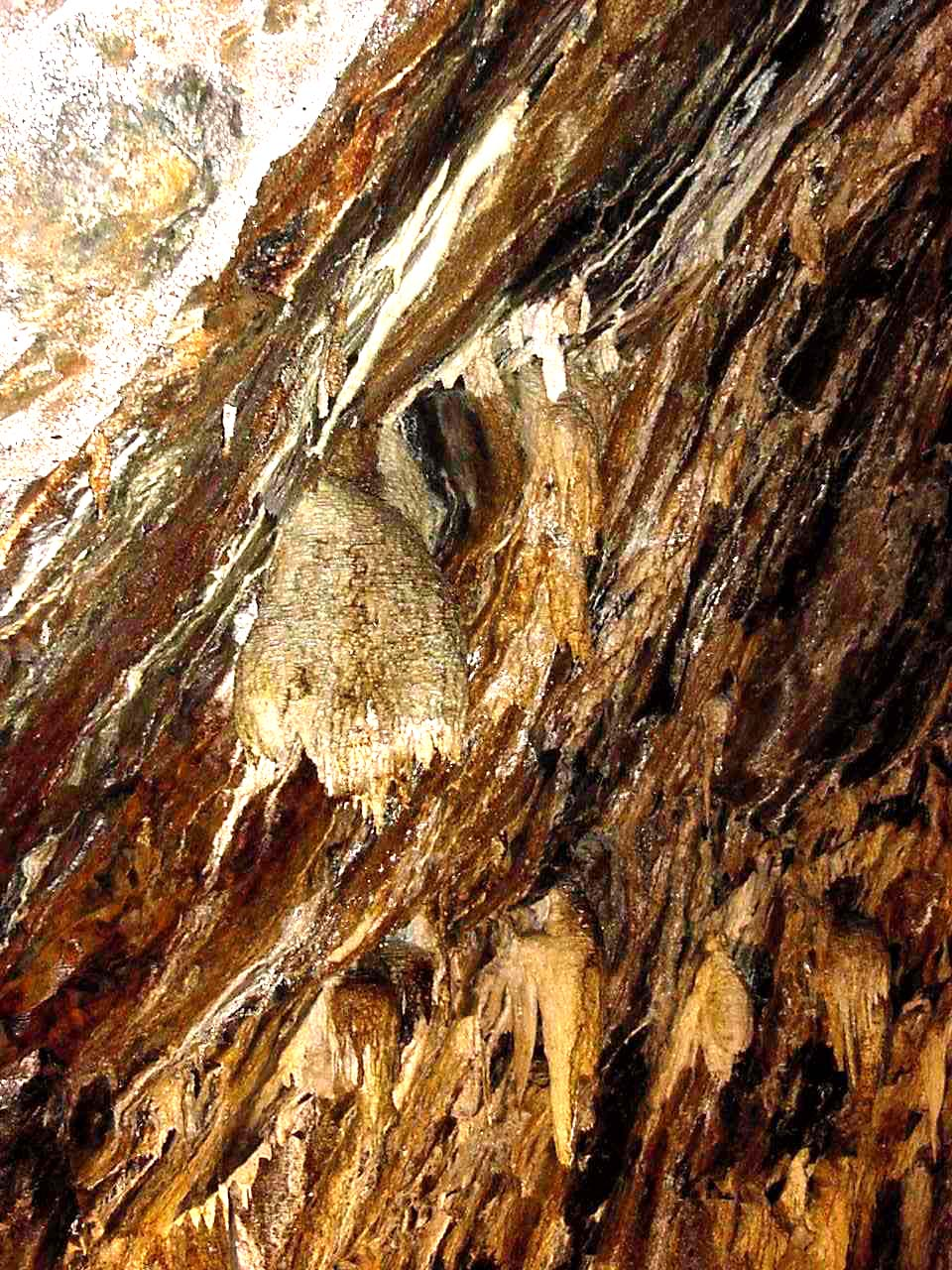
Algar do Carvão: formações de sílica

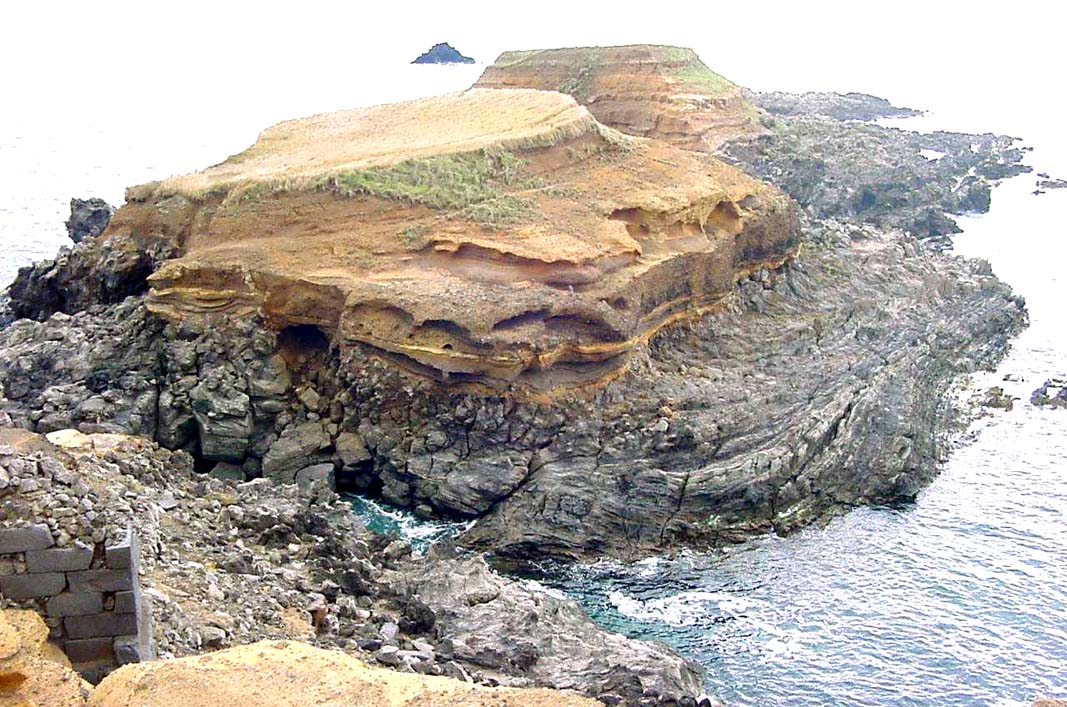
Os ilhéus da Ponta das Contendas.

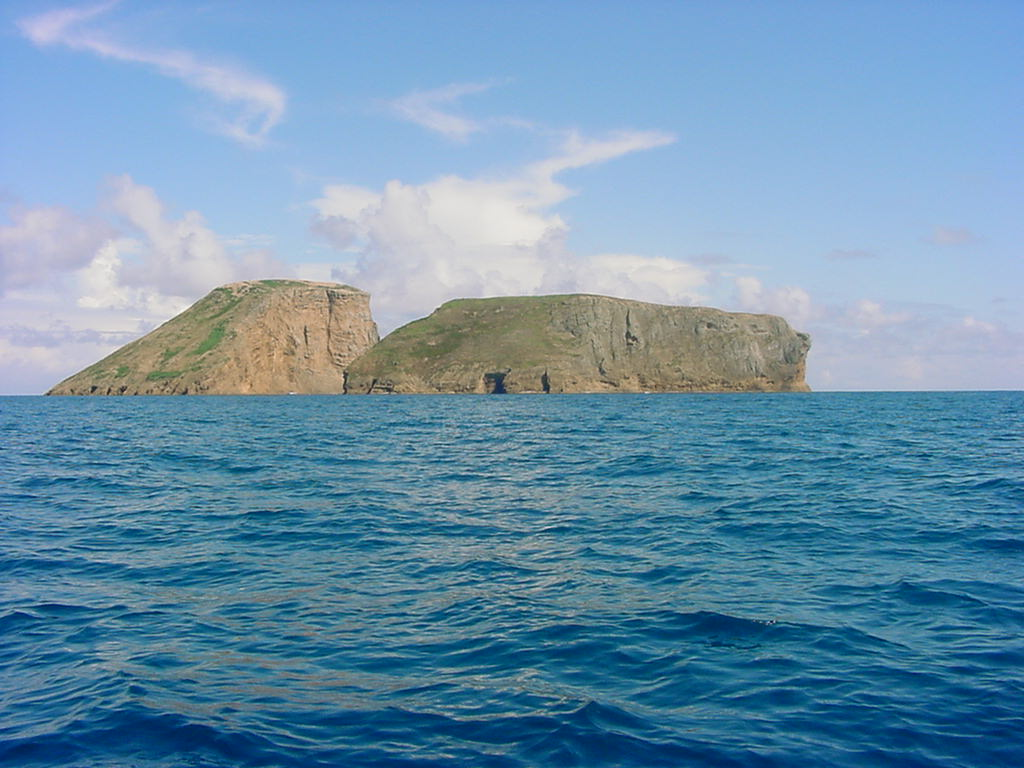
Os ilhéus das Cabras.

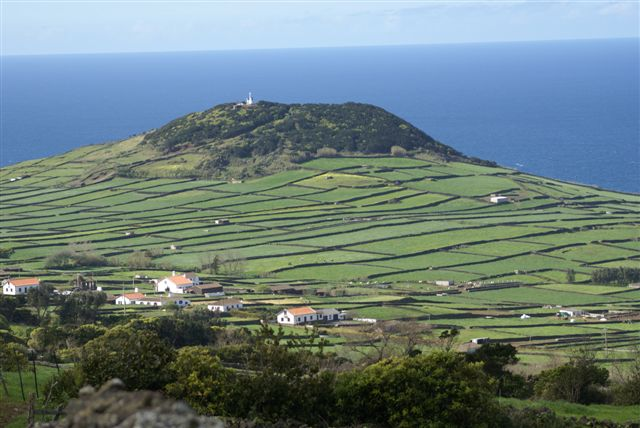
O Pico Matias Simão, um cone de spatter incluído no Parque Natural da Terceira.

O Parque Natural da Terceira (PNITER) é uma estrutura de conservação da natureza que agrega as áreas protegidas situadas na ilha Terceira e no mar territorial a ela contíguo. Foi criado pelo Decreto Legislativo Regional n.º 11/2011/A, de 20 de Abril, e é um dos nove Parques Naturais de Ilha que integram a Rede de Áreas Protegidas dos Açores, o dispositivo territorial de protecção da natureza e da biodiversidade do arquipélago dos Açores. O Parque Natural da Terceira ocupa uma área total de 95,778 km², dos quais 88,351 km² (8835,09 ha) de área terrestre, ou seja 22,07 % da superfície emersa da ilha, e 7,427 km² de área marinha, incluindo no seu interior algumas das zonas melhor conservadas da vegetação autóctone açoriana, incluindo a Caldeira de Santa Bárbara.

## Estrutura
O Parque Natural da Terceira é constituído por 20 áreas protegidas distribuídas pelo território da ilha (14) e pelo mar territorial adjacente (6), das quais três têm a categoria de reserva natural e dois de monumento natural. São as seguintes as áreas protegidas incluídas no Parque Natural da Terceira:
| Áreas protegidas do Parque Natural da Terceira       | Áreas protegidas do Parque Natural da Terceira                                                                                              | Áreas protegidas do Parque Natural da Terceira | Áreas protegidas do Parque Natural da Terceira |
|                                                      | Nome | Categoria IUCN                                 | Área km²                                       |
| Reservas naturais                                    | Reservas naturais | Reservas naturais                              | Reservas naturais                              |
| ---------------------------------------------------- | --- | ---------------------------------------------- | ---------------------------------------------- |
| TER01                                                | Reserva Natural da Serra de Santa Bárbara e dos Mistérios Negros, incluindo no seu interior a Reserva Integral da Caldeira de Santa Bárbara | Ia/Ib                                          |                                                |
| TER02                                                | Reserva Natural do Biscoito da Ferraria e Pico Alto                                                                                         | Ib                                             | --                                             |
| TER03                                                | Reserva Natural da Terra Brava e Criação das Lagoas                                                                                         | Ib                                             | --                                             |
| Monumentos naturais                                  | |                                                |                                                |
| TER04                                                | Monumento Natural do Algar do Carvão | III                                            | --                                             |
| TER05                                                | Monumento Natural das Furnas do Enxofre | III                                            | --                                             |
| Áreas protegidas para gestão de habitats ou espécies | |                                                |                                                |
| TER06                                                | Área Protegida da Ponta das Contendas | IV                                             | --                                             |
| TER07                                                | Área Protegida dos Ilhéus das Cabras | IV                                             | --                                             |
| TER08                                                | Área Protegida da Matela | IV                                             | --                                             |
| TER09                                                | Área Protegida do Biscoito da Fontinha | IV                                             | --                                             |
| TER10                                                | Área Protegida da Costa das Quatro Ribeiras                                                                                                 | IV                                             | --                                             |
| TER11                                                | Área Protegida do Planalto Central e Costa Noroeste                                                                                         | IV                                             | --                                             |
| TER12                                                | Área Protegida do Pico do Boi | IV                                             | --                                             |
| Áreas de paisagem protegida                          | |                                                |                                                |
| TER13                                                | Paisagem Protegida das Vinhas dos Biscoitos                                                                                                 | V                                              | --                                             |
| Áreas protegidas para gestão de recursos             | |                                                |                                                |
| TER14                                                | Área Protegida da Caldeira Guilherme Moniz                                                                                                  | VI                                             | --                                             |
| Áreas marinhas protegidas para gestão de recursos    | |                                                |                                                |
| TER15                                                | Área Marinha Protegida das Quatro Ribeiras                                                                                                  | VI                                             | --                                             |
| TER16                                                | Área Marinha Protegida da Costa das Contendas                                                                                               | VI                                             | --                                             |
| TER17                                                | Área Marinha Protegida dos Ilhéus das Cabras                                                                                                | VI                                             | --                                             |
| TER18                                                | Área Marinha Protegida das Cinco Ribeiras                                                                                                   | VI                                             | --                                             |
| TER19                                                | Área Marinha Protegida da Baixa de Vila Nova                                                                                                | VI                                             | --                                             |
| TER20                                                | Área Marinha Protegida do Monte Brasil | VI                                             | --                                             |

### Reserva Natural da Serra de Santa Bárbara e dos Mistérios Negros (TER01)
Categoria— Reserva natural/reserva natural integral (categoria IUCN Ia/Ib). O interior da Caldeira de Santa Bárbara constitui uma reserva integral (categoria da IUCN Ia), denominada Reserva Integral da Caldeira da Serra de Santa Bárbara, nela sendo proibida a entrada e permanência de pessoas, excepto quando no âmbito de operações de salvamento e socorro, de fiscalização ou segurança e, quando previamente autorizadas pelo departamento da administração regional autónoma competente em matéria de ambiente, para a realização de trabalhos de limpeza, investigação ou de actividades de interesse relevante.
Objectivos específicos da classificação— Constituem fundamentos específicos para a criação da Reserva Natural da Serra de Santa Bárbara e dos Mistérios Negros a presença de uma das maiores e mais bem conservadas manchas de vegetação natural dos Açores, apresentando grande diversidade de espécies, habitats e ecossistemas protegidos, localizada no interior e nas faldas da dupla caldeira da Serra de Santa Bárbara e nos domos traquíticos dos Mistérios Negros, um dos centros eruptivos da erupção de Abril de 1761 no Pico Gordo.
Figuras anteriores de conservação— A Reserva Natural da Serra de Santa Bárbara e dos Mistérios Negros resultou da transformação e alargamento da Reserva Florestal Natural Parcial da Serra de Santa Bárbara e dos Mistérios Negros que havia sido criada pela alínea g) do artigo 1.º e delimitada pela alínea p) do n.º 1 do artigo 2.º, ambos do Decreto Legislativo Regional n.º 27/88/A, de 22 de Julho. Integra ainda no seu âmbito os objectivos definidos para a Zona Especial de Conservação da Serra de Santa Bárbara e Pico Alto (PTTER0017) da Rede Natura 2000, pelo que observa o regime estabelecido pelo Plano Sectorial da Rede Natura 2000 da Região Autónoma dos Açores.
Limites— Delimitada por uma linha que tem início a nordeste do vértice geodésico Rachado Novo, na intersecção da ribeira dos Gatos com o caminho florestal do Pico Rachado. Segue por este caminho florestal para leste e depois para sul até à intersecção com a linha de água afluente da grota do Malfarto sita a sueste do ponto cotado 495 m. Segue por aquela linha de água para montante, seguindo pelo afluente mais a sul, até à curva de nível dos 570 m. Segue esta curva para sueste até aos picos a norte dos Mistérios Negros, que contorna até ao ponto mais oriental daquela curva de nível. Desse ponto inflecte na direcção de 18,5º até à intersecção da linha de água que nasce no flanco noroeste do Pico Gordo e curva de nível dos 550 m, seguindo por esta para sueste até à estrada sita na base do Pico Gordo. Daqui segue pela estrada municipal n.º 502 para leste, inflectindo para sueste, passando pelos pontos cotados 553 m, 592 m e 566 m. Continua para sudoeste e depois para noroeste passando pela curva da Estrada Municipal n.º 502 e daí pelos pontos cotados 581 m, 567 m, 562 m e 564 m a sul do Pico Gaspar, até à intersecção do caminho de acesso com a curva de nível dos 600 m, junto ao Pico da Cancela. Segue o caminho de acesso para sudoeste e depois para noroeste até ao ponto cotado 634 m, inflectindo para sudoeste até à linha de água afluente da ribeira da Ponte, passando pelos pontos cotados 695 m, 703 m e 706 m. Continua por esta linha de água para jusante até à sua primeira bifurcação e depois pelo ramo mais a oeste para montante até à intersecção com a linha de nível dos 620 m. Deste ponto segue para noroeste na direcção de 164,4º até ao ponto em que o caminho de acesso intersecta a linha de nível do 670 m, descendo por aquele caminho até ao caminho florestal que dá acesso à reserva florestal de recreio da lagoa das Patas. Continua por aquele caminho florestal para oeste até à segunda intersecção com a linha de água da ribeira de Trás. Segue por esta linha de água para montante até à curva de nível dos 760 m e continua por esta cota até à primeira linha de água afluente das Duas Ribeiras, depois por esta para montante até à curva dos 790 m. Segue esta curva de nível até à linha de água afluente das Duas Ribeiras sita mais a oeste e sobe por esta até à curva de nível dos 810 m. Continua por esta curva de nível até ao afluente da ribeira das Nove, a nordeste do Pico Negro, seguindo por esta linha de água, para jusante, até à curva de nível dos 750 m. Segue esta curva de nível até intersectar o terceiro afluente da ribeira das Doze, seguindo por este para jusante até à curva de nível dos 700 m. Continua por esta até à linha de água seguinte, descendo por esta até à curva de nível dos 690 m. Continua por esta curva de nível até à linha de água seguinte, descendo por esta até à curva de nível dos 650 m. Segue esta curva de nível no sentido noroeste até ao afluente da ribeira Ribeirinha, seguindo por ela para montante até à curva de nível dos 740 m. Segue por esta curva de nível até ao primeiro afluente da ribeira das Catorze, descendo por esta para a curva de nível dos 720 m. Segue por esta até à próxima linha de água, seguindo por esta para jusante até à intersecção com o caminho carreteiro ali existente, continuando por este e depois pela curva de nível dos 750 m até ao afluente mais a sul da ribeira da Lapa. Segue para jusante por esta linha de água até intersectar o caminho carreteiro ali existente. Segue por este caminho para nordeste até intersectar o afluente mais a norte da ribeira da Lapa. Continua para montante por aquele afluente até à intersecção com a curva de nível dos 720 m e por esta até à ribeira do Veiga, seguindo aquela ribeira para montante até à curva de nível dos 760 m. Segue por esta curva de nível para nordeste e depois para sueste pelo caminho carreteiro até à curva de nível dos 800 m. Inflecte para nordeste no sentido do ponto cotado 758 m e depois pela linha de festo até à ribeira dos Gatos, passando pelo ponto cotado 735 m. Continua por esta linha de água para jusante até ao caminho florestal do Rachado e por este até ao ponto inicial. A Reserva Integral da Caldeira da Serra de Santa Bárbara é delimitada por uma linha que tem início no topo da Serra de Santa Bárbara, no ponto cotado 987 m, seguindo para nordeste pela linha de cumeada até ao ponto cotado 874 m, passando pelos pontos cotados 961 m, 954 m, 930 m, 895 m e 878 m. Daqui dirige-se para norte, para a curva de nível dos 850 m, contornando-a no sentido norte e inflectindo para nordeste para o ponto cotado 868 m, de onde inflecte para noroeste até ao ponto cotado 912 m, passando pelos pontos cotados 874 m, 921 m e 887 m. Dirige-se para sudoeste até ao ponto cotado 964 m, passando pelo ponto cotado 918 m, e inflecte para noroeste até ao ponto cotado 961 m, passando pelo ponto cotado 966 m. Daqui segue para sudoeste até ao ponto cotado 953 m, inflectindo para sul até ao limite superior do escarpado, passando pelos pontos cotados 964 m, 976 m, 971 m, 996 m e 994 m, seguindo pelo limite superior do escarpado até à intersecção com a curva de nível dos 960 m. Dirige-se para sudoeste até à curva de nível dos 960 m, passando pelo ponto cotado 967 m, contornando-a até ao limite sudeste da curva de nível e inflectindo para o ponto inicial

### Reserva Natural do Biscoito da Ferraria e Pico Alto (TER02)
Categoria— Reserva natural (categoria IUCN Ib).
Objectivos específicos da classificação— Constituem fundamentos específicos para a classificação da Reserva Natural do Biscoito da Ferraria e Pico Alto a presença de grande diversidade de espécies, habitats e ecossistemas protegidos, onde predominam as turfeiras e a floresta laurifólia numa área geomorfologicamente acidentada constituída por domos e escoadas traquíticas do vulcão do Pico Alto.
Figuras anteriores de conservação— A Reserva Natural do Biscoito da Ferraria e Pico Alto resultou da transformação e alargamento da Reserva Florestal Natural Parcial do Biscoito da Ferraria que havia sido criada pela alínea g) do artigo 1.º e delimitada pela alínea o) do n.º 1 do artigo 2.º, ambos do Decreto Legislativo Regional n.º 27/88/A, de 22 de Julho. Integra ainda no seu âmbito os objectivos definidos para a Zona Especial de Conservação da Serra de Santa Bárbara e Pico Alto (PTTER0017) da Rede Natura 2000, pelo que observa o regime estabelecido pelo Plano Sectorial da Rede Natura 2000 da Região Autónoma dos Açores. Inclui também no seu âmbito os objectivos e limites territoriais do Sítio Ramsar n.º 1805 - Planalto Central da Terceira (Furnas do Enxofre e Algar do Carvão).
Limites— Delimitada por uma linha que tem início na bifurcação da ribeira do Azinhal junto à Fonte do Vimieiro, seguindo para montante e para leste até à cabeceira da linha de água mais a norte da Serra do Labaçal, passando pelo ponto cotado 562 m. Desce pela linha de água afluente da Lagoa do Labaçal até à sua intersecção com a curva de nível dos 550 m. Segue aquela curva de nível, contornando pelo norte a Lagoa do Labaçal, até à intersecção com a linha de água que aflui àquela lagoa pelo norte. Segue aquela linha de água, para montante, até à cabeceira. Daqui segue pelo talvegue até à intersecção da ribeira Seca com a curva de nível dos 600 m, descendo depois por aquela ribeira até à curva de nível dos 530 m, pela qual segue para leste e para sul até intersectar a primeira linha de água afluente da ribeira da Agualva junto à Caldeira da Agualva. Segue por esta linha de água para montante até ao caminho florestal do Algar do Carvão, pelo qual segue para sul até à intersecção com a curva de nível dos 600 m. Inflecte neste ponto para oeste até à intersecção com a linha de água a leste da nascente ali existente. Daqui segue aquela linha de água, para montante até à curva de nível dos 700 m, seguindo por esta até ao extremo sul do Biscoito Rachado. Inflecte para sudoeste pelo talvegue que se inicia a sul do ponto cotado 715 m, seguindo para jusante pela linha de água afluente ao alagadiço do Sanguinhal, seguindo por esta, para jusante até à intersecção com a curva de nível dos 560 m. Segue aquela curva de nível, no sentido oeste, até encontrar a linha de água que aflui ao Sanguinhal a partir do norte, num ponto sito a norte do ponto cotado 554 m. Segue aquela linha de água para montante, até à bifurcação, seguindo pelo ramo mais oeste até encontrar o caminho carreteiro, passando pelo ponto cotado 639 m. Segue aquele caminho para oeste, até à bifurcação a sul do ponto cotado 614 m. Passa por aquele ponto cotado e segue para norte até ao bordo da falésia da Rocha do Juncal, pelo qual segue. Contorna o ponto cotado 658 m pela curva de nível dos 650 m até ao seu ponto mais a norte, prolongando-se por uma linha imaginária que une aquele ponto à cabeceira da linha de água afluente ao Vale do Azinhal, seguindo por esta, para jusante, até ao ponto inicial.

### Reserva Natural da Terra Brava e Criação das Lagoas (TER03)
Categoria— Reserva natural (categoria IUCN Ib).
Objectivos específicos da classificação— Constituem fundamentos específicos para a classificação da Reserva Natural da Terra Brava e Criação das Lagoas a presença de espécies, habitats e ecossistemas protegidos onde predominam a floresta laurifólia e zonas húmidas associadas a pastagens naturais e seminaturais tradicionalmente ligadas à criação de touros de lide.
Figuras anteriores de conservação— A Reserva Natural da Terra Brava e Criação das Lagoas resultou da individualização de uma área caracterizada por muito elevada biodiversidade que integra a Zona Especial de Conservação da Serra de Santa Bárbara e Pico Alto (PTTER0017) da Rede Natura 2000, pelo que observa também o regime estabelecido pelo Plano Sectorial da Rede Natura 2000 da Região Autónoma dos Açores. Inclui também no seu âmbito os objectivos e limites territoriais do Sítio Ramsar n.º 1805 - Planalto Central da Terceira (Furnas do Enxofre e Algar do Carvão).
Limites— Delimitada por uma linha que tem início na bifurcação da ribeira do Cabrito, a norte do Algar do Carvão, nas imediações do ponto cotado 647 m. Segue para montante pela linha de água mais a norte até ao ponto em que esta encontra o caminho florestal do Algar do Carvão, seguindo por este, para leste e depois para norte, até ao ponto em que aquele intersecta a curva de nível dos 640 m, a nordeste do ponto cotado 634 m. Segue a curva de nível dos 640 m para norte até ao talvegue que constitui a cabeceira do primeiro afluente da ribeira da Agualva. Desce por aquela linha de água até à curva de nível dos 530 m, seguindo por esta curva de nível, para sueste, até ao primeiro afluente da ribeira das Fajãs. Desce por aquele afluente até à curva de nível dos 520 m, pela qual segue para sueste até ao terceiro afluente da ribeira das Fajãs. Segue para montante por aquele afluente, até à intersecção com o caminho carreteiro da Quinta da Madalena. Inflecte para oeste, passando pelo ponto cotado 566 m, até atingir a cabeceira da ribeira dos São Joões. Segue aquela linha de água para jusante, até à primeira bifurcação. Inflecte para montante pelo afluente sul daquela ribeira até à intersecção da cabeceira daquela linha de água com a curva de nível dos 640 m. Segue por aquela curva de nível, em direcção ao sul, ao longo da base do domo da Terra Brava, seguindo depois pelo talvegue que intersecta a linha de água sita a oeste do ponto cotado 592 m. Segue para jusante por aquela linha de água, até à terceira bifurcação. Inflecte para montante, pela linha de água mais a sul, em direcção ao Pico dos Cravos, prosseguindo para montante pela linha de água mais a norte, até às imediações do ponto cotado 586 m. Segue para oeste pela linha imaginária que liga os pontos cotados 586 m, 669 m e 677 m e a intersecção da curva de nível dos 670 m com a ribeira da Areia, a sul do marco geodésico Terra Brava. Sobe por aquela linha de água até à sua cabeceira, passando pelo ponto cotado 682 m. Daquele ponto segue para oeste, até intersectar a curva de nível dos 680 m, pela qual segue para noroeste, até intersectar o primeiro afluente da ribeira do Cabrito. Desce por aquela linha de água até intersectar a curva de nível dos 650 m, pela qual segue para oeste e norte até intersectar a próxima linha de água, a sul do ponto cotado 671 m, seguindo para jusante até ao ponto inicial.

### Monumento Natural do Algar do Carvão (TER04)
Categoria— Monumento natural (categoria IUCN III).
Objectivos específicos da classificação— Constituem fundamentos específicos para a classificação a presença de grande geodiversidade e biodiversidade associadas a espécies e habitats protegidos, destacando-se a profusão de formações siliciosas muito desenvolvidas, de ocorrência rara em vulcanismo oceânico, e a ocorrência de endemismos da fauna cavernícola.
Figuras anteriores de conservação— O Monumento Natural do Algar do Carvão resultou da reclassificação do Monumento Natural Regional do Algar do Carvão, inicialmente classificado como reserva natural geológica pelo Decreto Legislativo Regional n.º 13/87/A, de 21 de Julho, e reclassificado como monumento natural regional pelo Decreto Legislativo Regional n.º 9/2004/A, de 23 de Março. O Monumento Natural do Algar do Carvão está integrado na Zona Especial de Conservação da Serra de Santa Bárbara e Pico Alto (PTTER0017) da Rede Natura 2000, pelo que observa também o regime estabelecido pelo Plano Sectorial da Rede Natura 2000 da Região Autónoma dos Açores. Está também incluído nos limites territoriais do Sítio Ramsar n.º 1805 - Planalto Central da Terceira (Furnas do Enxofre e Algar do Carvão). Criada em 1987, foi a primeira área natural protegida na ilha Terceira, já que àquela data apenas o Monte Brasil, uma península fortemente humanizada, gozava do estatuto de zona de paisagem protegida (conferida em 1980 por força do Decreto Regional n.º 3/80/A, de 7 de Fevereiro mas que em resultado da sua integração na cidade de Angra, foi entretanto incluído na Zona Classificada de Angra do Heroísmo e aquele diploma revogado).
Limites— Delimitada por uma linha definida pelos cones que suportam a estrutura geológica da gruta do Algar do Carvão, delimitados por uma linha que, tendo início no entroncamento da estrada de acesso ao Algar do Carvão com o caminho florestal que liga o Algar do Carvão à Caldeira da Agualva, segue para norte por aquele caminho florestal até à intersecção com o primeiro afluente da ribeira do Cabrito, num ponto sito a noroeste do ponto cotado 562 m. Segue para montante por aquela linha de água, até chegar à bifurcação da ribeira do Cabrito, a norte do Algar do Carvão, a sul do ponto cotado 647 m. Daí segue para sueste, ao longo do limite da Reserva Natural da Terra Brava e Criação das Lagoas (TER03), seguindo primeiro para sueste, ao longo da linha de água mais a sul, até à intersecção com a curva de nível dos 650 m. Segue por esta, para sueste, até à primeira intersecção com um afluente da ribeira do Cabrito. Segue para jusante, ao longo daquela linha de água, até à intersecção com a curva de nível dos 550 m, seguindo para noroeste, ao longo daquela curva de nível, até à estrada de acesso ao Algar do Carvão. Segue pela estrada, para leste, até ao ponto inicial.

### Monumento Natural das Furnas do Enxofre (TER05)
Categoria— Monumento natural (categoria IUCN III).
Objectivos específicos da classificação— Constituem fundamentos específicos para a classificação a presença de fenómenos de vulcanismo secundário, com emissão de gases sulfurosos, associados à presença de espécies, habitats e ecossistemas protegidos.
Figuras anteriores de conservação— O Monumento Natural das Furnas do Enxofre resultou da reclassificação do monumento natural regional das Furnas do Enxofre que fora criado pelo Decreto Legislativo Regional n.º 10/2004/A, de 23 de Março. O Monumento Natural das Furnas do Enxofre está integrado na Zona Especial de Conservação da Serra de Santa Bárbara e Pico Alto (PTTER0017) da Rede Natura 2000, pelo que observa também o regime estabelecido pelo Plano Sectorial da Rede Natura 2000 da Região Autónoma dos Açores. Está também incluído nos limites territoriais do Sítio Ramsar n.º 1805 - Planalto Central da Terceira (Furnas do Enxofre e Algar do Carvão).
Limites— Delimitado por uma linha poligonal que tem início na vertente leste do Galhardo, no eixo da estrada de acesso às Furnas do Enxofre, num ponto em que intersecta uma linha de água, sito aproximadamente a 480 m do seu entroncamento com a Estrada Regional n.º 5-2.ª A partir deste ponto, seguindo no sentido horário, passa pelos pontos cotados 599 e 591 m, nas encostas do Galhardo, pela bifurcação da linha de água existente a noroeste das Furnas do Enxofre, pelos pontos cotados 631, 625, 605 e 592 m, de onde liga ao ponto inicial.

### Área Protegida da Ponta das Contendas (TER06)
Categoria— Área protegida para a gestão de habitats ou espécies (categoria IUCN IV).
Objectivos específicos da classificação.— Constituem fundamentos específicos para a classificação da Área Protegida da Ponta das Contendas a presença de um importante habitat de nidificação de aves marinhas protegidas em três ilhéus formados pela erosão marinha de uma antiga península. A Área Protegida da Ponta das Contendas constitui uma área importante para as aves (IBA), devendo a sua gestão reflectir essa classificação
Figuras anteriores de conservação— A Área Protegida da Ponta das Contendas integra no seu âmbito os objectivos e limites territoriais definidos para a Zona de Protecção Especial da Ponta das Contendas (PTZPE0031) e observa, cumulativamente com regime estabelecido pelo Plano Sectorial da Rede Natura 2000 e pelo Plano de Ordenamento da Orla Costeira da Ilha Terceira, aprovado pelo Decreto Regulamentar Regional n.º 1/2005/A, de 15 de Fevereiro.
Limites— Delimitado por uma linha que tem início na linha de costa, a oeste da Ponta das Cavalas, no ponto onde o limite superior do escarpado intersecta a curva de nível dos 20 m, inflecte depois para sul até ao limite da zona emersa. Segue este limite, primeiro para leste e depois para norte até à foz da ribeira de Frei João, a sul da Estação de Tratamento de Aguas Residuais da Vila de São Sebastião. Por aquela ribeira sobe até ao limite superior de escarpado, seguindo-o posteriormente para sul até à curva de nível dos 80 m, a norte do Pico dos Cornos, inflectindo por esta para noroeste até intersectar o caminho carreteiro ali existente. Deste ponto inflecte para sul em direcção à intersecção da Estrada Municipal n.º 509 com a curva de nível dos 40 m e com um muro de pedra. Segue depois pelo muro, para su-sudoeste, até ao caminho carreteiro que o intersecta e depois por este até à referida estrada. Daí inflecte para oeste até ao vértice geodésico designado Contendas (148 m) e deste para sudoeste até ao ponto inicial. Inclui todos os ilhéus e rochedos emersos sitos entre a Ponta das Cavalas e a foz da ribeira de Frei João.

### Área Protegida dos Ilhéus das Cabras (TER07)
Categoria— Área protegida para a gestão de habitats ou espécies (categoria IUCN IV).
Objectivos específicos da classificação.— Constituem fundamento específico para a classificação da Área Protegida dos Ilhéus das Cabras, a presença de um habitat importante de nidificação de aves marinhas protegidas, em falésias altas e encostas cobertas de vegetação herbácea. A Área Protegida dos Ilhéus das Cabras constitui uma área importante para as aves (IBA), devendo a sua gestão reflectir essa classificação
Figuras anteriores de conservação— A Área Protegida dos Ilhéus das Cabras integra no seu âmbito os objectivos e limites territoriais definidos para a Zona de Protecção Especial dos Ilhéus das Cabras (PTZPE0032) que observa cumulativamente com regime estabelecido pelo Plano Sectorial da Rede Natura 2000, e pelo Plano de Ordenamento da Orla Costeira da Ilha Terceira, aprovado pelo Decreto Regulamentar Regional n.º 1/2005/A, de 15 de Fevereiro.
Limites— Corresponde ao território emerso dos Ilhéus das Cabras, definidos pela área acima do nível médio do mar, incluindo todos os rochedos emersos adjacentes.

### Área Protegida da Matela (TER08)
Categoria— Área protegida para a gestão de habitats ou espécies (categoria IUCN IV).
Objectivos específicos da classificação— Constituem fundamentos específicos para a classificação da Área Protegida da Matela, a presença de uma mancha de vegetação natural, relíquia da floresta natural primitiva de baixa altitude.
Figuras anteriores de conservação— A Área Protegida da Matela não gozava de qualquer estatuto prévio de protecção.
Limites— Delimitado por uma linha que tem início na intersecção da Canada dos Pomares (Estrada Municipal n.º 1012) com a curva de nível dos 300 m, seguindo por aquela via para nordeste e depois para sueste até ao ponto em que aquela canada intersecta o muro de pedra junto ao ponto cotado 405 m. Segue pelo muro, para su-sudoeste, até ao limite do arvoredo, pelo qual continua, no sentido dos ponteiros do relógio, passando pelo ponto cotado 396 m, até intersectar a cabeceira da linha de água, nas imediações do ponto cotado 393 m. Segue por aquela linha de água até à intersecção com o caminho carreteiro de acesso às instalações agro-pecuárias ali existentes. Daqui segue para su-sudoeste pelo muro até intersectar a curva de nível dos 330 m, seguindo por esta até à primeira linha de água, pela qual segue para jusante até intersectar a curva de nível dos 300 m. Continua por esta curva de nível, para oeste, até ao ponto inicial.

### Área Protegida do Biscoito da Fontinha (TER09)
Categoria— Área protegida para a gestão de habitats ou espécies (categoria IUCN IV).
Objectivos específicos da classificação— Constituem fundamentos específicos para a classificação da Área Protegida do Biscoito da Fontinha, a presença de uma mancha florestal localizada no complexo vulcânico mais antigo da ilha, apresentando um grande número de espécies endémicas de artrópodes..
Figuras anteriores de conservação— A Área Protegida do Biscoito da Fontinha não gozava de qualquer estatuto prévio de protecção.
Limites— Delimitado por uma linha definida pelo arvoredo denso que se estende no sentido sudoeste-nordeste desde o Terreiro da Marcela até ao Baldio, tendo como limite uma linha que se inicia no acesso ao Baldio, nas imediações da Ladeira do Cardoso, seguindo no sentido horário para sudeste ao longo do caminho florestal e inflectindo para sudoeste no caminho carreteiro conhecido por relheiras de São Brás, seguindo por este até à curva de nível dos 210 m, a qual segue para sudeste até ao limite do arvoredo e inflecte para nordeste até ao caminho carreteiro. Segue este caminho no sentido nordeste até encontrar o caminho florestal e inflecte primeiro para leste e de seguida para sul, ao longo deste caminho, até encontrar a curva de nível dos 250 m. Dirige-se por esta para noroeste até ao limite do arvoredo e inflecte na direcção do ponto cotado 237 m até atingir a curva de nível dos 240 m, que segue no sentido oeste até encontrar a VRR-1. Segue para norte até ao afluente da ribeira da Areia, seguindo por este para jusante até à intersecção com a curva de nível dos 190 m. Daqui dirige-se para nordeste até ao limite do arvoredo, a sul do ponto cotado 187 m, e contornando o arvoredo segue para leste, norte e depois sudeste até ao ponto inicial.

### Área Protegida da Costa das Quatro Ribeiras (TER10)
Categoria— Área protegida para a gestão de habitats ou espécies (categoria IUCN IV).
Objectivos específicos da classificação— Constituem fundamento específico para a classificação da Área Protegida da Costa das Quatro Ribeiras, a presença de espécies e habitats protegidos de vegetação costeira com elevado grau de naturalidade, numa área de grande diversidade geomorfológica. A Área Protegida da Costa das Quatro Ribeiras constitui uma área importante para as aves (IBA), devendo a sua gestão reflectir essa classificação
Figuras anteriores de conservação— A Área Protegida da Costa das Quatro Ribeiras integra no seu âmbito os objectivos e limites territoriais definidos para a Zona Especial de Conservação da Costa das Quatro Ribeiras (PTTER0018) e observa cumulativamente o regime estabelecido pelo Plano Sectorial da Rede Natura 2000 e pelo Plano de Ordenamento da Orla Costeira da Ilha Terceira, aprovado pelo Decreto Regulamentar Regional n.º 1/2005/A, de 15 de Fevereiro.
Limites— Delimitada por uma linha que tem início na foz da ribeira da Agualva, seguindo para oeste pelo limite superior do escarpado até à intersecção da curva de nível dos 50 m com a grota da Lagoa. Continua por esta cota até à intersecção com o limite superior do escarpado a noroeste do caminho de acesso à Alagoa, seguindo daqui para oeste sempre pelo limite superior do escarpado até à intersecção com a curva de nível dos 20 m no lado oeste da Ponta da Furna. Daqui segue para leste pelo limite da zona emersa até ao ponto inicial.

### Área Protegida do Planalto Central e Costa Noroeste (TER11)
Categoria— Área protegida para a gestão de habitats ou espécies (categoria IUCN IV).
Objectivos específicos da classificação— Constituem fundamento específico para a classificação da Área Protegida do Planalto Central e Costa Noroeste, a presença de um conjunto diversificado de ecossistemas, habitats e espécies com interesse para a conservação da natureza, coexistindo com uma paisagem humanizada tradicional e com áreas importantes para a criação de efeito tampão em torno das áreas de reserva natural e de monumento natural.
Figuras anteriores de conservação— A Área Protegida do Planalto Central e Costa Noroeste integra no seu âmbito os objectivos e limites territoriais definidos para a Zona Especial de Conservação da Serra de Santa Bárbara e Pico Alto (PTTER0017) e observa cumulativamente o regime estabelecido pelo Plano Sectorial da Rede Natura 2000 e pelo Plano de Ordenamento da Orla Costeira da Ilha Terceira, aprovado pelo Decreto Regulamentar Regional n.º 1/2005/A, de 15 de Fevereiro. Inclui ainda parte do território do Sítio Ramsar n.º 1805 - Planalto Central da Terceira (Furnas do Enxofre e Algar do Carvão), cujos objectivos integra.
Limites— Delimitada por uma linha que tem início na foz da grota do Alfredo, a sudoeste do Pico da Serreta e a oeste do vértice geodésico Serreta (338 m). Segue esta linha de água para montante até intersectar a curva de nível dos 130 m, seguindo para norte até à intersecção da linha de água a norte da ribeira do Gato com a curva de nível dos 160 m, passando pelos pontos cotados 162 m, 164 m, 143 m e 138 m e pelo fim do caminho carreteiro situado a sul desta linha de água. Daqui continua para norte até à intersecção da curva de nível dos 120 m com a linha de água conhecida por grota da Cova da Serreta, no lugar da Rossa do Couto, passando pelas intersecções da curva de nível dos 130 m com o segundo caminho carreteiro e com a ribeira de Além. Acompanha aquela linha de água para montante, até se encontrar com o caminho agrícola na intersecção com a curva de nível dos 460 m. Segue por aquele caminho até à curva de nível dos 470 m e depois contorna o Pico Negrão por esta curva até à ribeira do Além, seguindo para montante ao longo daquela ribeira até à curva de nível dos 670 m. Inflecte para sul por aquela curva de nível e depois para oeste pelo afluente mais a nordeste da ribeira do Gato até à intersecção com o caminho florestal do Pico Negrão. Inflecte novamente para montante até à curva de nível dos 680 m, primeiro pelo caminho carreteiro, passando pela curva de nível dos 620 m, e depois pela linha de água. Continua para sul pela curva de nível dos 680 m até à linha de água. Segue esta linha para jusante até à bifurcação, inflectindo para montante até à curva dos 650 m. Segue esta cota para sul até à ribeira seguinte descendo por ela até à curva de nível dos 630 m. Segue por esta linha até ao afluente da ribeira Ribeirinha, seguindo para jusante até à curva de nível dos 530 m. Continua para sul por esta curva de nível até ao afluente mais a norte da ribeira Grande. Segue por este para jusante até à curva de nível dos 500 m. Continua esta linha para sul e depois para leste pelo afluente mais a sul da ribeira Grande, até à curva de nível dos 610 m. Continua por esta curva de nível até ao segundo afluente da ribeira das Doze, seguindo por esta para montante até à curva de nível dos 620 m. Segue esta curva para su-sueste até ao afluente mais meridional da ribeira das Doze, seguindo por este para montante até à curva de nível dos 700 m. Continua para sudeste por esta curva até à estrada da serra de Santa Bárbara. Sobe por aquela estrada até à curva de nível dos 750 m. Segue por esta linha até um ponto a norte do Pico da Catarina Vieira onde intersecta o primeiro afluente das Duas Ribeiras. Daqui inflecte para leste até ao ponto cotado 601 m, a norte da lagoa das Patas, passando pelos pontos cotados 628 m, 618 m, 583 m e 606 m. Segue para leste até à curva de nível dos 600 m, pela qual se estende até encontrar a curva do caminho florestal do Pico da Cancela, a oeste do ponto cotado 583 m. Continua para sueste por esse caminho, e depois pela estrada municipal n.º 502, até ao entroncamento com a Estrada Regional n.º 5-2.ª, no lugar das Casas da Falca. Segue por aquela estrada, para leste, até à intersecção com o primeiro afluente da ribeira Brava, a nordeste do quilómetro 10, onde inflecte ao longo daquela linha de água, para jusante, até à intersecção da linha de água com a curva de nível dos 460 m. Daí segue para sueste, por aquela curva de nível, até intersectar o caminho carreteiro dos Patameiros, a sul do ponto cotado 465 m. Segue para sul, por aquele caminho, até ao cruzamento de caminhos sito a nordeste do ponto cotado 404 m, junto à canada dos Pomares. Segue pelo caminho que se dirige para sudoeste, até final, inflectindo no cruzamento sito nas imediações do ponto cotado 359 m, para sueste até à inserção deste na canada dos Pomares. Dirige-se primeiro para nordeste e depois para sueste pela canada dos Pomares (Estrada Municipal n.º 1012/1013) até à inserção do caminho dos Três Cantos, pelo qual segue até encontrar a Estrada Regional n.º 3-1.ª Segue para norte por aquela estrada regional até ao muro de pedra a oeste do ponto cotado 493 m. Daqui segue até à intersecção das sebes com a curva de nível dos 560 m, a oeste do Pico do Alpanaque, passando pelos pontos cotados 493 m e 504 m. Segue o limite do arvoredo até à curva de nível dos 550 m, inflectindo por aquela linha de nível para norte até à cabeceira da linha de drenagem afluente da ribeira do Cabrito. Desce por aquela linha de água até à primeira bifurcação, seguindo para nordeste pelo ramo mais a leste da linha de água até à sua intersecção com a estrada regional n.º 5-2.ª na Ladeira das Cavacas. Inflecte para sueste ao longo daquela estrada regional até à inserção do caminho carreteiro, a sul do quilómetro 31. Segue para nordeste, por aquele caminho, em direcção ao ponto cotado 583 m. Segue para leste, por uma linha poligonal que une os pontos cotados 657 m, 489 m e 472 m, até à intersecção do segundo afluente da ribeira dos São Joões com a curva de nível dos 440 m. Desse ponto inflecte para oeste e depois para norte, pelos limites da reserva natural da Terra Brava e Criação das Lagoas (TER03), contornando os limites do Monumento Natural do Algar do Carvão (TER04), até à Caldeira da Agualva. Nessa zona é delimitada a norte pela curva de nível dos 550 m, linha que segue à intersecção com os limites da Reserva Natural do Biscoito da Ferraria e Pico Alto (TER02), que segue, contornando-os no sentido dos ponteiros do relógio, até à encosta da Serra do Labaçal, no lugar dos Moles, no ponto em que o caminho carreteiro vindo de oeste intersecta a curva de nível dos 560 m. Desse ponto segue o caminho carreteiro, para oeste, até à sua inserção no caminho florestal da gruta dos Balcões/Moles. Prossegue para oeste, por aquele caminho florestal, até à sua inserção na Estrada Regional n.º 3-1.ª (Ramal dos Biscoitos) no Terreiro da Macela. Inflecte para sul, por aquela estrada regional, até ao cruzamento do Pico Gordo. Segue para noroeste pela Estrada Regional n.º 3-1.ª (Ramal dos Altares) até à inserção do caminho florestal da Queimada de Cima. Segue para oeste, por aquele caminho florestal, até à curva junto ao ponto cotado 535 m. A partir daquele ponto, prossegue para oeste seguindo uma linha poligonal, que passa pelos pontos cotados 497 m e 506 m, até à curva da Ponte Velha. A partir desse ponto, prossegue pelo caminho carreteiro que se dirige para oeste até à intersecção com a linha de nível dos 500 m, nas margens do primeiro afluente da ribeira de São Roque. Desse ponto, prossegue para noroeste por aquela curva de nível até ao terceiro afluente da ribeira das Lajinhas. Segue por aquela linha de água, para jusante, até encontrar o caminho florestal do Rachado, pelo qual segue para oeste até encontrar o limite da Reserva Natural da Serra de Santa Bárbara e Mistérios Negros (TER01). Contorna aquele limite, no sentido dos ponteiros do relógio, até um ponto a sueste do marco geodésico Rachado Novo onde a grota do Trancão intersecta a linha de nível dos 610 m. Segue para noroeste, ao longo daquela linha de nível, até ao ponto em que esta intersecta a ribeira do Borges. Desse ponto, segue para jusante, por aquela linha de água, até ao ponto em que esta intersecta a linha de nível dos 350 m. Desse ponto inflecte para noroeste, ao longo de uma linha poligonal, que, passando pelos pontos cotados 326 m, 287 m, 222 m, 169 m e 147 m, o liga à intersecção da Estrada Regional n.º 1-1.ª com a base do domo traquítico do Biscoito da Fajã, no lugar do Cabo do Raminho. Inflecte para leste, por aquela estrada regional, até à inserção da Canada do Cabo do Raminho, pela qual desce até ao ponto em que esta intersecta a ribeira do Veiga. Desce por aquela linha de água até ao bordo superior da falésia costeira. Segue para nordeste e leste ao longo do bordo superior da falésia costeira até à encosta do Pico Matias Simão, contornando aquele pico, pelo sul, seguindo a curva de nível dos 110 m até à sua intersecção com o bordo da falésia costeira. Prossegue por aquele bordo até à intersecção com o leito da ribeira da Luz, pelo qual prossegue até à foz. Desse ponto, prossegue para oeste e sudoeste, pelo limite da zona emersa, até ao ponto inicial. Exclui-se da área atrás delimitada o Monumento Natural das Furnas do Enxofre (TER05).

### Área Protegida do Pico do Boi (TER12)
Categoria— Área protegida para a gestão de habitats ou espécies (categoria IUCN IV).
Objectivos específicos da classificação— Constituem fundamento específico para a classificação da Área Protegida do Pico do Boi, a presença de valores estéticos e culturais numa paisagem humanizada tradicional das criações da Terceira, em terrenos com elevado nível de encharcamento, os quais constituem ecossistemas marginais das zonas húmidas características da zona.
Figuras anteriores de conservação— A Área Protegida do Pico do Boi integra no seu âmbito os objectivos e limites territoriais definidos para a Zona Especial de Conservação da Serra de Santa Bárbara e Pico Alto (PTTER0017) e observa cumulativamente o regime estabelecido pelo Plano Sectorial da Rede Natura 2000.
Limites— Delimitada por uma linha que tem início a nordeste do Pico dos Cravos, na intersecção da linha de água afluente da ribeira dos São Joões com a curva de nível dos 380 m. Segue para nordeste por esta curva de nível até ao quinto afluente da ribeira dos São Joões. Segue por aquela linha de água, para montante, até à curva de nível dos 400 m. Prossegue para norte, por aquela curva de nível, até encontrar o primeiro afluente da ribeira das Pedras, pelo qual segue para montante até à curva de nível dos 500 m. Segue por aquela curva de nível, para norte, até intersectar um caminho carreteiro da Quinta da Madalena, a nordeste do ponto cotado 587 m, pelo qual segue para oeste até à curva de nível dos 550 m, prosseguindo por ela, para oeste, até intersectar o limite da Reserva Natural da Terra Brava e Criação das Lagoas (TER03), seguindo por aquele limite até ao ponto inicial.

### Paisagem Protegida das Vinhas dos Biscoitos (TER13)
Categoria— Área de paisagem protegida (categoria IUCN V).
Objectivos específicos da classificação— Constituem fundamentos específicos para a classificação da área de paisagem protegida das vinhas dos Biscoitos, a presença de valores paisagísticos e culturais, coexistindo com ecossistemas e habitats naturais, numa paisagem humanizada tradicional de elevado valor estético e produtivo.
Figuras anteriores de conservação— A Paisagem Protegida das Vinhas dos Biscoitos integra no Parque Natural da Terceira a área de paisagem protegida criada pela Resolução n.º 147/1998, de 25 de Junho, e consagrada no artigo 33.º do Regulamento do Plano Director Municipal da Praia da Vitória como Paisagem Humanizada e Protegida dos Biscoitos. Integra ainda as zonas do litoral da freguesia dos Biscoitos que o Plano de Ordenamento da Orla Costeira da Ilha Terceira, aprovado pelo Decreto Regulamentar Regional n.º 1/2005/A, de 15 de Fevereiro, classifica como de uso natural e cultural
Limites— A Paisagem Protegida da Vinha dos Biscoitos é delimitada a nascente pela Rua Longa, a sul pela Estrada Regional n.º 1-1.ª, a poente pela ribeira do Pamplona e a norte pelo limite da zona emersa.

### Área Protegida da Caldeira de Guilherme Moniz (TER14)
Categoria— Área protegida de gestão de recursos (categoria IUCN VI).
Objectivos específicos da classificação— Constituem fundamentos específicos para a classificação da Área Protegida da Caldeira de Guilherme Moniz, a presença de espécies e de habitats naturais protegidos, nomeadamente matos macaronésicos e turfeiras que asseguram a recarga dos principais aquíferos do complexo vulcânico de Guilherme Moniz..
Figuras anteriores de conservação— A Área Protegida da Caldeira de Guilherme Moniz resulta da integração no Parque Natural da Terceira da área que foi objecto de medidas preventivas para protecção dos recursos hídricos por força do Decreto Legislativo Regional n.º 15/2010/A, de 9 de Abril. Aquele diploma, publicado na sequência dos graves problemas de abastecimento de água que afectaram o concelho de Angra do Heroísmo no estio de 2008, estabeleceu restrições à alteração do uso do solo destinadas a proteger a recarga dos aquíferos subjacentes à caldeira, as quais foram reforçadas e incorporadas no regime jurídico aplicável ao Parque Natural da Terceira.
Limites— Delimitada por uma linha que tem início na intersecção da Ladeira das Cavacas com o afluente mais a oeste da ribeira do Cabrito, a sul do ponto cotado 574 m. Segue para leste pela estrada regional n.º 5-2.ª, acompanhando o limite da Área Protegida do Planalto Central e Costa Noroeste (TER11), até à intersecção com o afluente da ribeira da Areia a sul do Pico dos Cravos, dirigindo-se por este para jusante até intersectar novamente a Estrada Regional n.º 5-2.ª Segue para sul até à intersecção com a ribeira do Cabrito, inflecte nesta para leste e para norte, onde intersecta a curva de nível dos 430 m, a qual acompanha para leste e inflecte para sul até à curva de nível dos 450 m no Pico da Cruz, fazendo uma linha recta entre a ponta do vértice geodésico e o ponto cotado 425 m. Dirige-se pela curva de nível dos 450 m para oeste até intersectar a Estrada Regional n.º 5-2.ª e de seguida por esta para sul até ao caminho carreteiro mais a sul na Furna d'Água, inflectindo para sudoeste até à intersecção de outro caminho carreteiro com a curva de nível dos 490 m. Segue para oeste e depois para sudeste, pelo caminho carreteiro, até intersectar a curva de nível dos 500 m, inflectindo por esta para oeste até à linha de água, onde se dirige para montante até à curva de nível dos 520 m. Segue por esta curva de nível até à próxima linha de água, na qual se dirige para jusante até à curva de nível dos 480 m e por esta para oeste até à próxima intersecção com a linha de água. Dirige-se para jusante até à bifurcação e volta para montante até à intersecção com a curva de nível dos 500 m, inflectindo para noroeste até à intersecção do arvoredo com a curva de nível dos 540 m e segue-a para oeste até à linha de água. Dirige-se para jusante até à curva de nível dos 400 m e segue por esta até à linha de água a oeste do Tanque da Costaneira, voltando a seguir para jusante por esta até à bifurcação a sul da curva de nível dos 290 m, voltando a inflectir para montante até à intersecção com a curva de nível dos 400 m, seguindo por esta para oeste até à próxima linha de água, onde inflecte para montante até à curva de nível dos 540 m e por esta para oeste até à linha de água a norte do ponto cotado 557 m. Dirige-se para montante até ao caminho carreteiro, inflectindo para oeste, primeiro até à curva apertada junto à curva de nível dos 580 m e de seguida para a linha de água a norte do ponto cotado 579 m. Dirige-se para jusante até à bifurcação e inflecte para montante até à curva de nível dos 580 m, seguindo por esta até à ponta da linha de festo, onde se dirige para noroeste para o fim do primeiro caminho carreteiro e de seguida para o fim do segundo caminho carreteiro, a sul do ponto cotado 611 m. Segue este caminho carreteiro para noroeste e oeste até à intersecção com a linha de água e por esta para montante até encontrar o limite com a Área Protegida do Planalto Central e Costa Noroeste (TER11), acompanhando o mesmo para nordeste até ao ponto inicial.

### Área Marinha Protegida das Quatro Ribeiras (TER15)
Categoria— Área marinha protegida de gestão de recursos (categoria IUCN VI).
Objectivos específicos da classificação— Constituem fundamentos específicos para a classificação da Área Marinha Protegida das Quatro Ribeiras a presença de uma grande diversidade de habitats naturais protegidos associados a elevada biodiversidade de fauna marinha, nomeadamente baixios e recifes, baías abrigadas predominantemente pouco profundas, bem como grutas semi-submersas e fendas de largura considerável, o que confere grande importância àquela área marinha para a conservação de espécies, habitats e ecossistemas de interesse para a conservação da natureza e para a conservação de espécies de interesse haliêutico.
Figuras anteriores de conservação— A Área Marinha Protegida das Quatro Ribeiras integra no seu âmbito os objectivos e limites marinhos definidos para a Zona Especial de Conservação da Costa das Quatro Ribeiras (PTTER0018), pelo que observa, cumulativamente com o regime específico definido para o Parque Natural da Terceira, o regime estabelecido pelo Plano Sectorial da Rede Natura 2000 e no Plano de Ordenamento da Orla Costeira da Ilha Terceira. A Área Marinha Protegida das Quatro Ribeiras constitui uma área importante para as aves (IBA), devendo a sua gestão reflectir essa classificação.
Limites— Delimitada por uma linha definida por: (1) Norte pelo paralelo 38º 14,124' N; (2) Sul pela linha de costa; (3) Oeste pelo meridiano 27º 14,236' W; e (4) Este pelo meridiano 27º 10,366' W.

### Área Marinha Protegida da Costa das Contendas (TER16)
Categoria— Área marinha protegida de gestão de recursos (categoria IUCN VI).
Objectivos específicos da classificação— Constituem fundamentos específicos para a classificação da Área Marinha Protegida da Costa das Contendas, a presença de habitats naturais protegidos, associados a elevada biodiversidade da fauna marinha, nomeadamente recifes e baías abrigadas com grutas submersas com importância para a conservação de espécies de interesse haliêutico.
Figuras anteriores de conservação— A Área Marinha Protegida da Ponta das Contendas integra no seu âmbito os objectivos definidos para a zona de protecção especial da Ponta das Contendas (PTZPE0031) e observa, cumulativamente com o regime definido para o Parque natural da Terceira, o regime estabelecido pelo Plano Sectorial da Rede Natura 2000 e pelo Plano de Ordenamento da Orla Costeira da Ilha Terceira. A Área Marinha Protegida da Costa das Contendas constitui uma área importante para as aves (IBA), devendo a sua gestão reflectir essa classificação.
Limites— Delimitada pela linha de costa e a: (1) Norte pelo paralelo 38º 39,748' N; (2) Sul pelo paralelo 38º 38,531' N; (3) Oeste pelo meridiano 27º 5,632' W; e (4) Este pelo meridiano 27º 4,207' W.

### Área Marinha Protegida dos Ilhéus das Cabras (TER17)
Categoria— Área marinha protegida de gestão de recursos (categoria IUCN VI).
Objectivos específicos da classificação— Constituem fundamentos específicos para a classificação da Área Marinha Protegida dos ilhéus das Cabras a presença de habitats naturais protegidos, associados a elevada biodiversidade da fauna marinha, nomeadamente grutas submersas e semi-submersas.
Figuras anteriores de conservação— A Área Marinha Protegida dos Ilhéus das Cabras integra no seu âmbito os objectivos definidos para a zona de protecção especial dos ilhéus das Cabras (PTZPE0032) e observa, cumulativamente com o regime definido para o Parque Natural da Terceira, o regime estabelecido pelo Plano Sectorial da Rede Natura 2000 e pelo Plano de Ordenamento da Orla Costeira da Ilha Terceira. A Área Marinha Protegida dos Ilhéus das Cabras constitui uma área importante para as aves (IBA), devendo a sua gestão reflectir essa classificação.
Limites— Delimitada por uma linha definida por: (1) Norte pelo paralelo 38º 38,213' N; (2) Sul pelo paralelo 38º 37,673' N; (3) Oeste pelo meridiano 27º 9,307' W; e (4) Este pelo meridiano 27º 8,342' W. Exclui-se deste limite a Área Protegida dos Ilhéus das Cabras (TER07).

### Área Marinha Protegida das Cinco Ribeiras (TER18)
Categoria— Área marinha protegida de gestão de recursos (categoria IUCN VI).
Objectivos específicos da classificação— Constituem fundamentos específicos para a classificação da Área Marinha Protegida das Cinco Ribeiras a presença de habitats naturais marinhos protegidos, nomeadamente recifes e grutas semi-submersas associados a elevada biodiversidade da fauna marinha.
Figuras anteriores de conservação— A Área Marinha Protegida das Cinco Ribeiras não beneficiava de qualquer estatuto de conservação anterior.
Limites— Definida pela linha de costa e a: (1) Sul pelo paralelo 38º 40,508' N; (2) Oeste pelo meridiano 27º 19,894' W; e (3) Este pelo meridiano 27º 19,735' W.

### Área Marinha Protegida da Baixa de Vila Nova (TER19)
Categoria— Área marinha protegida de gestão de recursos (categoria IUCN VI).
Objectivos específicos da classificação— Constituem fundamentos específicos para a classificação da Área Marinha Protegida da Baixa da Vila Nova a presença de um recife e de outros habitats naturais protegidos, associados a elevada biodiversidade da fauna marinha. A Área Marinha Protegida da Baixa da Vila Nova constitui uma área importante para as aves (IBA), devendo a sua gestão reflectir essa classificação.
Figuras anteriores de conservação— A Área Marinha Protegida da Baixa da Vila Nova não beneficiava de qualquer estatuto de conservação anterior.
Limites— Delimitada por uma linha definida por: (1) Norte pelo paralelo 38º 47,649' N; (2) Sul pelo paralelo 38º 47,271' N; (3) Oeste pelo meridiano 27º 7,946' W; e (4) Este pelo meridiano 27º 7,532' W.

### Área Marinha Protegida do Monte Brasil (TER20)
Categoria— Área marinha protegida de gestão de recursos (categoria IUCN VI).
Objectivos específicos da classificação— Constituem fundamentos específicos para a classificação da Área Marinha Protegida do Monte Brasil a presença de habitats naturais protegidos, nomeadamente grutas submersas e semi-submersas, associados a elevada biodiversidade da fauna marinha.
Figuras anteriores de conservação— A Área Marinha Protegida do Monte Brasil não beneficiava de qualquer estatuto de conservação anterior.
Limites— Definida pela linha de costa e a: (1) Norte pelo paralelo 38º 38,859' N; (2) Sul pelo paralelo 38º 38,346' N; (3) Oeste pelo meridiano 27º 14,100' W; e (4) Este pelo meridiano 27º 13,066' W.

## Outras áreas de interesse ambiental
- Paisagem Protegida do Monte Brasil
- Monumento Natural Regional do Algar do Carvão
- Monumento Natural Regional das Furnas do Enxofre
- Reserva Natural da Alagoa da Fajãzinha
- Reserva Florestal de Recreio da Lagoa das Patas, Lagoa das Patas
- Reserva Florestal de Recreio da Mata da Serreta, Mata da Serreta
- Reserva Florestal de Recreio do Monte Brasil, Monte Brasil
- Reserva Florestal de Recreio do Viveiro da Falca, Viveiros da Falca
- Zona Especial de Conservação da Serra de Santa Bárbara e Pico Alto (Terceira)
- Paul da Praia da Vitória
- Ilhéus das Cabras